# 高明芹
高明芹（1969年—），山东青州人，汉族，中华人民共和国政治人物、全国人民代表大会山东地区代表。
毕业于山东大学经济法专业。加入中国共产党。担任山东鸢都英合律师事务所主任。2008年起担任全国人大代表。2013年，担任全国人大代表。2018年2月24日，当选为第十三届全国人大代表。